# Привольное (Симферопольский район)
Приво́льное (до 1948 года Тауша́н-База́р; укр. Привільне, крымскотат. Tavşan Bazar, Тавшан Базар) — село в Симферопольском районе Республики Крым, в составе Добровского сельского поселения (согласно административно-территориальному делению Украины — Добровского сельсовета Автономной Республики Крым).

## Население
| 2001 | 2014 |
| ---- | ---- |
| 30   | ↘13  |

### Динамика численности
- 1915 год — 0/15 чел.[10][11]
- 1926 год — 7 чел.[12]
- 1989 год — 3 чел.[13]
- 2001 год — 30 чел.[14]
- 2009 год — 37 чел.[15]}
- 2014 год — 13 чел.[16]

## Современное состояние
В Привольном 1 улица — Лесная, по данным сельсовета на 2009 год — на 3 гектарах, в 17 дворах проживали 37 человек.

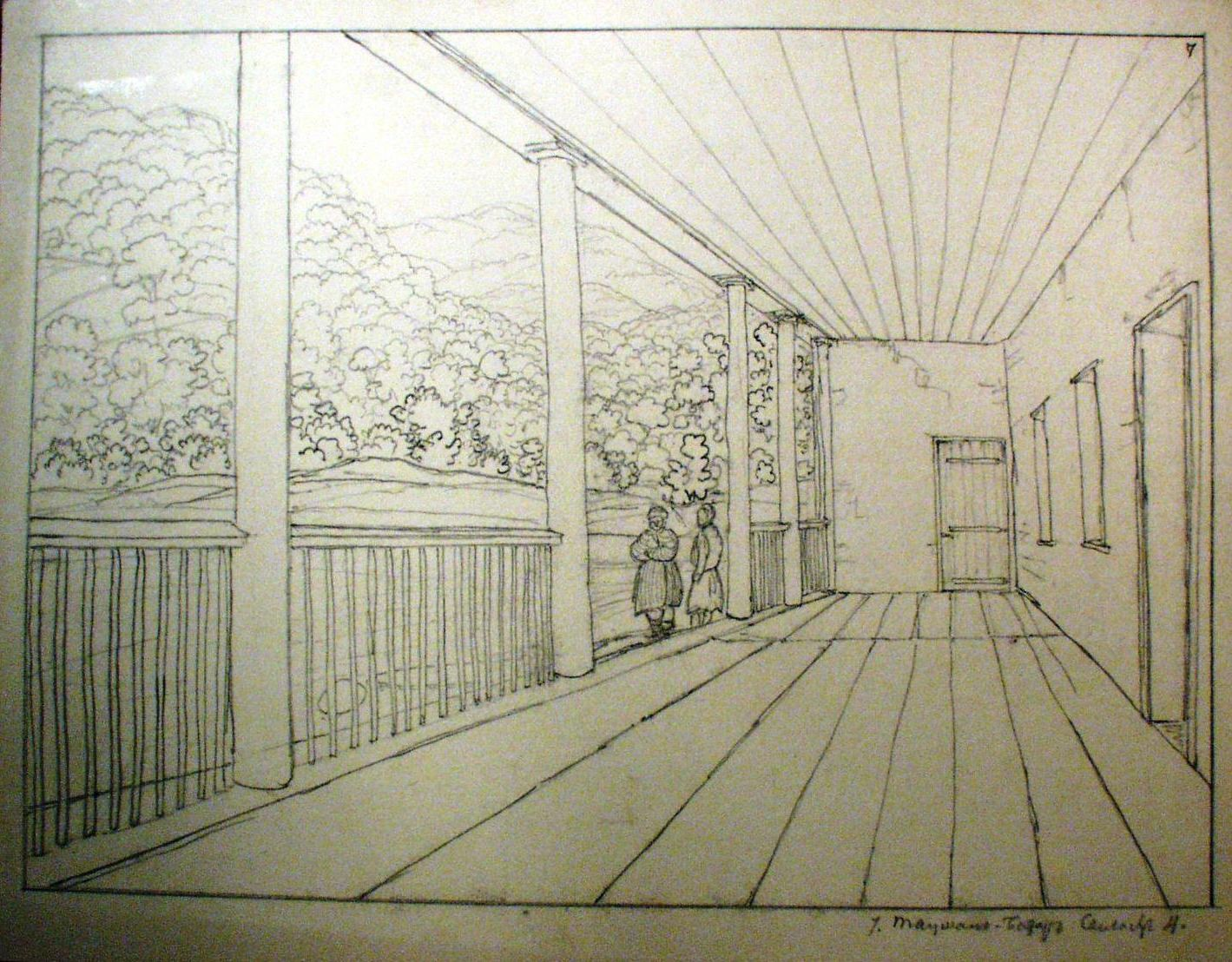
Жуковский В. А. Лоджия дома в селении Таушан-Базар в Крыму, 1837 г.

## География
Село Привольное расположено на крайнем юго-востоке района, примерно в 27 километрах от Симферополя, на автодороге 35-А-002 Симферополь — Алушта — Ялта (по украинской классификации М-18 Автодорога М-18), на реке Ангара. Ближайшая железнодорожная станция Симферополь — примерно в 30 километрах. Село находится в горной части Крыма, недалеко от Ангарского перевала, у северного склона Чатыр-Дага. Ближайшее село — Перевальное ниже по долине — около 8 километров.

## История
Шарль Монтандон в своём «Путеводителе путешественника по Крыму, украшенный картами, планами, видами и виньетами…» 1833 года описал Таушан-Базар, как лишенную жилья стоянку, где обычно кормят лошадей; в те годы было принято решение строить за стоянке почтовую станцию. Впервые в документах название Таушан-Базар встречается в «Списке населённых мест Таврической губернии по сведениям 1864 года», составленном по результатам VIII ревизии 1864 года, как казённая почтовая станция у подошвы горы Чатыр-Дага, с 1 двором и 13 жителями, от которой начинается Южноберегское шоссе; на трёхверстовой карте 1865—1876 года Тавшан Базар также обозначен рожком — значком почтовой станции. Упоминается почтовая станция Таушан-Базар, с трактиром и постройками лесной и дорожной стражи, В. Х. Кондараки в его «Универсальном описании Крыма» 1873 года и в «Практическом путеводителе по Крыму» Анны Москвич 1889 года, как почтовая станция, построенная в самом лесу. Во второй половине XIX века Таушан-Базар служил пунктом перевалки урожая южнобережных фруктов: извозчики, возившие товар в столицы, ввиду отвратительного состояния дороги, отказывались ехать через перевал и фрукты (в основном груши) доставлялись до станции местными перевозчиками-татарами на двухколёсных арбах, запряжённых волами.

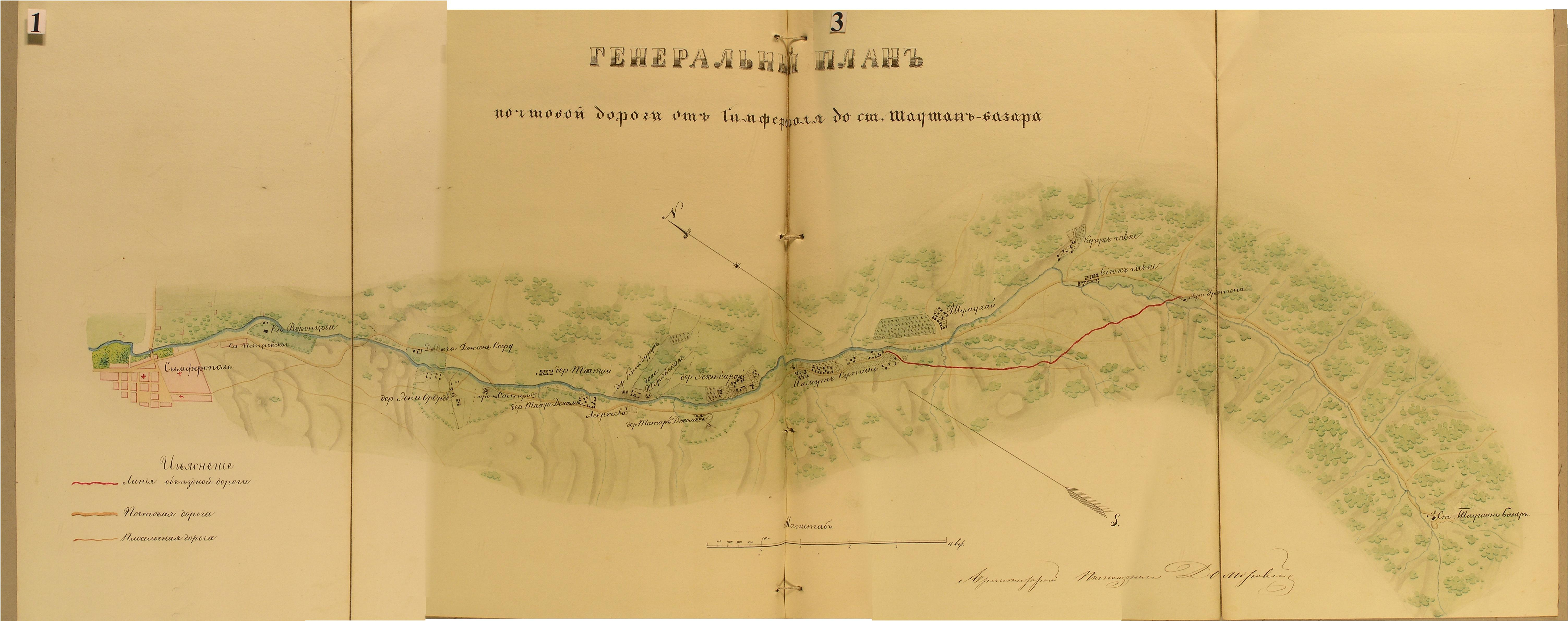
Таушан-Базар на плане 1865 года

В «Памятной книге Таврической губернии 1889 года» как поселение не упоминается, а на подробной военно-топографической карте 1892 года на карте — рожок почтовой станции Таушан-Базар и обзначена Свято-Никольская часовня. На 1911 год почтовая станция Таушан-Базар была упразднена. По Статистическому справочнику Таврической губернии. Ч.II-я. Статистический очерк, выпуск шестой Симферопольский уезд, 1915 год, на станции Таушан-Базар Подгородне-Петровской волости Симферопольского уезда, числилось 2 двора с русским населением без приписных жителей, но с 15 — «посторонними», из которых 8 мужчин и 7 женщин. Жители землёй не владели, в хозяйствах имелось 50 лошадей и 20 коров.
После установления в Крыму Советской власти, по постановлению Крымревкома от 8 января 1921 года была упразднена волостная система и село включили в состав вновь созданного Подгородне-Петровского района Симферопольского уезда, а в 1922 году уезды получили название округов. 11 октября 1923 года, согласно постановлению ВЦИК, в административное деление Крымской АССР были внесены изменения, в результате которых был ликвидирован Подгородне-Петровский район и образован Симферопольский и село включили в его состав. Согласно Списку населённых пунктов Крымской АССР по Всесоюзной переписи 17 декабря 1926 года, в посёлке Таушан-Базар, Шумхайского сельсовета Симферопольского района, числилось 2 двора, население составляло 7 человек, из них 6 русских, 1 записаны в графе «прочие», но в путеводителе 1929 года назван ещё постоялым двором.
С 25 июня 1946 года Таушан-Базар в составе Крымской области РСФСР. Указом Президиума Верховного Совета РСФСР от 18 мая 1948 года посёлок Таушан-Базар был переименован в Привольное. 26 апреля 1954 года Крымская область была передана из состава РСФСР в состав УССР. Время включения в состав Добровского сельсовета пока не установлено: на 15 июня 1960 года село уже числилось в его составе. Указом Президиума Верховного Совета УССР «Об укрупнении сельских районов Крымской области», от 30 декабря 1962 года Симферопольский район был упразднён и посёлок присоединили к Бахчисарайскому. 1 января 1965 года, указом Президиума ВС УССР «О внесении изменений в административное районирование УССР — по Крымской области»>, вновь включили в состав Симферопольского. По данным переписи 1989 года в селе проживало 3 человека. С 12 февраля 1991 года село в восстановленной Крымской АССР, 26 февраля 1992 года переименованной в Автономную Республику Крым. Постановлением Верховной Рады Крыма от 22 апреля 2009 года посёлку Привольное присвоен статус села. С 21 марта 2014 года — в составе Республики Крым России.